# Miltochrista elongata
Miltochrista elongata är en fjärilsart som beskrevs av Rothschild 1913. Miltochrista elongata ingår i släktet Miltochrista och familjen björnspinnare. Inga underarter finns listade i Catalogue of Life.